# حفرة (طرق)

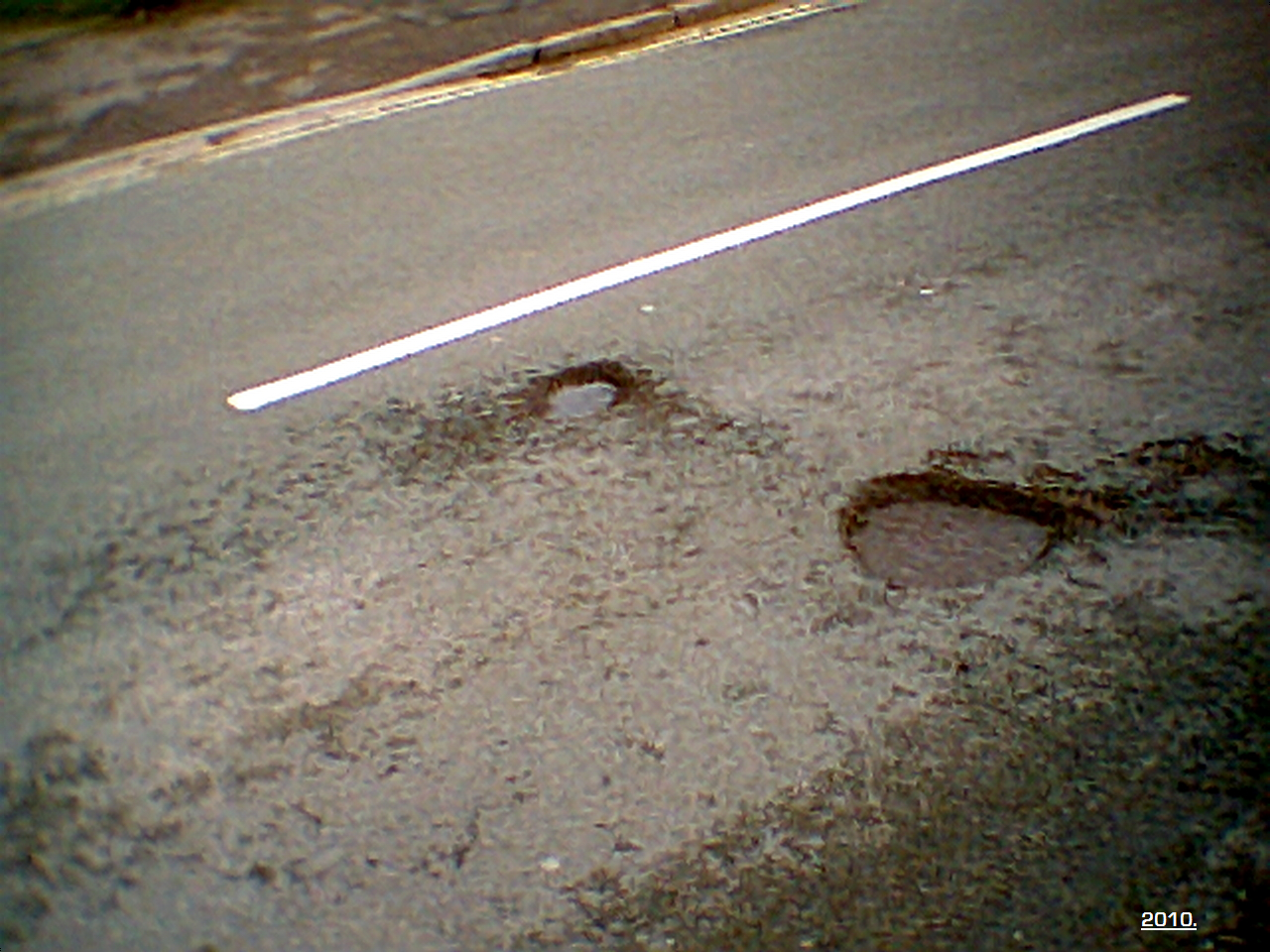
حفرة صغيرة في سطح الطريق

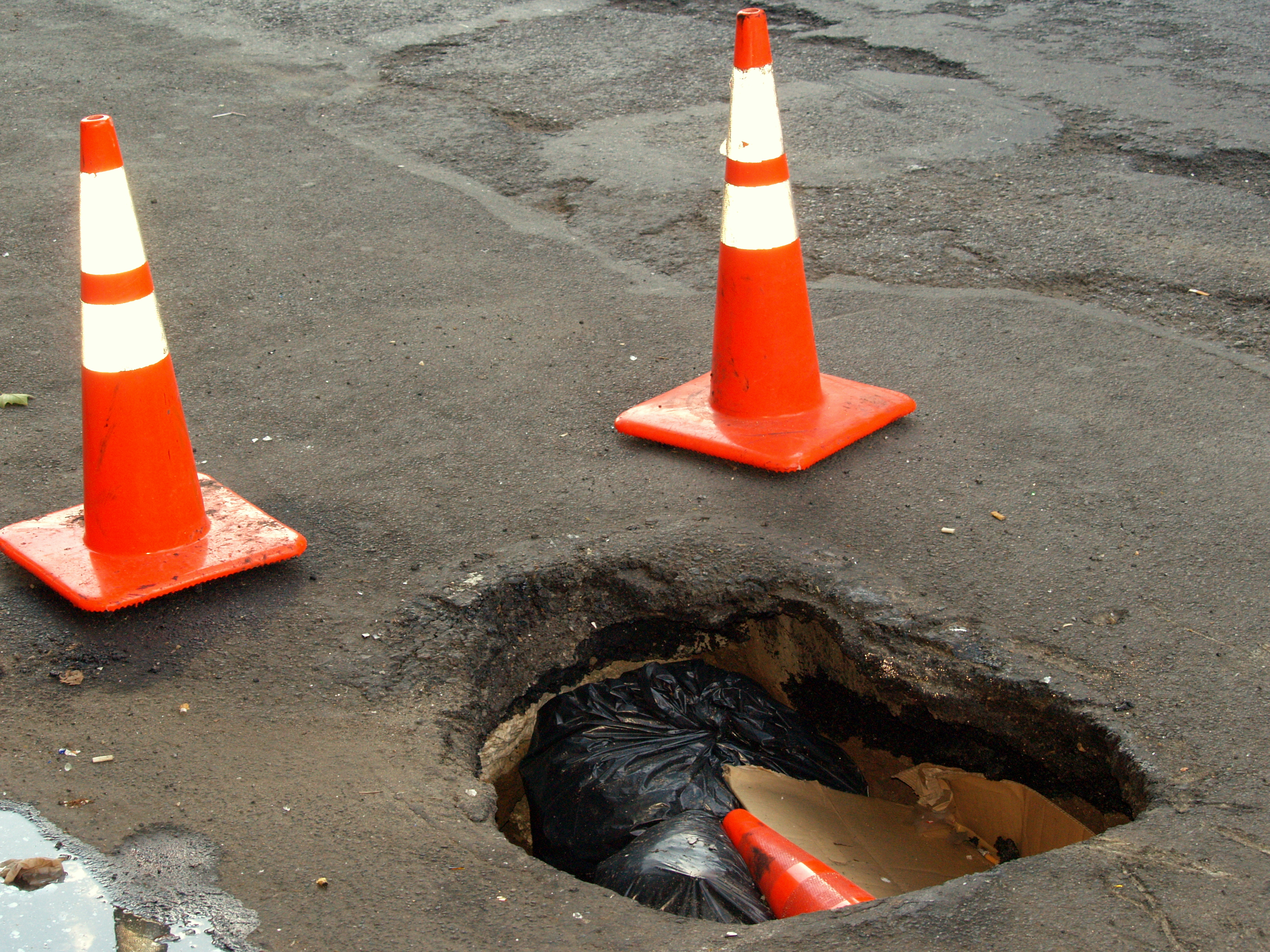
حفرة عميقة في الطريق

حفرة (بالإنجليزية: Pothole أو chuckhole)‏ وهي تشوه في سطح الطريق على شكل حوض وتختلف في العمق والاتساع وأسباب نشوئها. أما بتعريف أكثر دقة فالحفرة أو أعشاش الدجاج هي انخفاض في سطح الطريق، تتكون عادة على مستوى رصيف الأسفلت، حيث أزالت حركة المرور الأجزاء المكسورة من الرصيف. عادة ما يكون نتيجة الماء الموجود في بنية تربة المسار وحركة المرور التي تمر فوق المنطقة المصابة. يضعف الماء أولاً تربة المسار ؛ ثم تجهد وتكسر حركة المرور سطح الأسفلت المدعوم بشكل سيئ في المنطقة المصابة. تقوم حركة المرور المستمرة بإخراج كل من الأسفلت ومواد تربة المسار لصنع ثقب في الرصيف.

## الأسباب
وفقًا لفيلق المهندسين بالجيش الأمريكي، يتطلب تكوين الحفرة وجود عاملين في نفس الوقت: المياه وحركة المرور. يضعف الماء التربة أسفل الرصيف بينما تجهد وتكسر حركة المرور سطح الأسفلت المدعوم بشكل سيئ في المنطقة المصابة. تتشكل الحفر بشكل تدريجي من كلل سطح الطريق الذي يمكن أن يؤدي إلى نمط الاهتراءات المعروفة باسم شقوق التمساح. في نهاية المطاف، تعمل تدريجيا قطع الأرصفة التي تكونت بين شقوق الكلل (شقوق نابعة عن الكلل) بشكل منفصل عن بعضها، وبذلك تصبح عرضة للخروج والتفكك من طرف حمولات [الإنجليزية] العجلات المتتابعة مما يؤدي لنشأة الحفر.
في المناطق المتعرضة للتجمد والذوبان في البلدان الباردة جدا، يمكن أن يؤدي سمك الصقيع إلى إتلاف الرصيف وإنشاء فتحات لدخول المياه. في فصل الربيع، يُسرِّع ذوبان الصقيع في الأرصفة عملية تشكل الحفر نتيجة ذوبان الأجزاء العليا من البنية التربية للرصيف مع تعذر صرف الماء الناتج عنه في الطبقات السفلية المتجمدة، مما يُشبع التربة الداعمة ويُضعفها.
يمكن أن تكبر الحفر إلى عرض بالعشرات السنتيمترات، رغم ذلك لا يزيد عمقها عن بضعة سنتيمترات، قد تتسبب الحفر، إذا أصبح حجمها كبيرًا بما فيه الكفاية، في إتلاف الإطارات والعجلات ونظام تعليق المركبات. وكنتيجة مباشرة لذلك، يمكن أن تتسبب في وقوع حوادث مرور خطيرة، خاصة في الطرق التي تسيرفيها المركبات بسرعة عالية.
قد تنجم الحفر عن أربعة أسباب رئيسية: 
1. سمك الرصيف غير الكافي لدعم حركة المرور خلال فترات التجمد / الذوبان دون اهتراءات محلية
2. الصرف غير الكافي
3. فشل في المرافق الخندقية والمصبات (غرف المطبق والصرف الصحي)
4. ترك عيوب الأرصفة وشقوقها مكشوفة ومفتوحة فتسمح بدخول الرطوبة وتهدد السلامة الهيكلية للرصيف.
تسمح التشقق بتسلل الماء مما يؤدي إلى انخفاض من تحمل الدعامة الأرضية خلال فترة الأمطار مما يؤدي إلى تفاقم التشوهات الدائمة، أيضًا تسرب الماء هذه يسرّع في تطور التشققات عن طريق التسبب في انقسام حواف التشققات وحدوث الاقتلاعات ثم بعدها تنشأ الحفر.
من وجهة نظر أخرى تُعتبر أعشاش الدجاج المرحلة الأخيرة من تطور اهتراء الطبقة السطحية. تبدأ عملية التحلل مع ظهور التشققات عللى سطح الطبقة السطحية. يحدث نتيجة عوامل كثيرة أو بكل بساطة نتيجة النقدم في العمر، أي ظاهرة شيخوخة الطريق، المتعلقة بتطاير الزيوت النفاذة من الأسفلت وبالتالي تصلده وفقدان المرونة فيصبح سهل التكسير
بالإضافة انه هناك عدة أسباب لنشوء الحفر منها
- وجود مكان ضعيف في طبقات الرصف.
- عدم التلاحم الجيد بين الطبقة السطحية وطبقة الأساس.
- تفتت موضعي لسطح طبقة الإسفلت.
- تكسر سطح طبقة الإسفلت نتيجة للشقوق التمساحية.
- الرطوبة العالية في في طبقات الرصف.

وتساهم حركة المرور في زيادة حجم الحفرة.

### معرض الصور

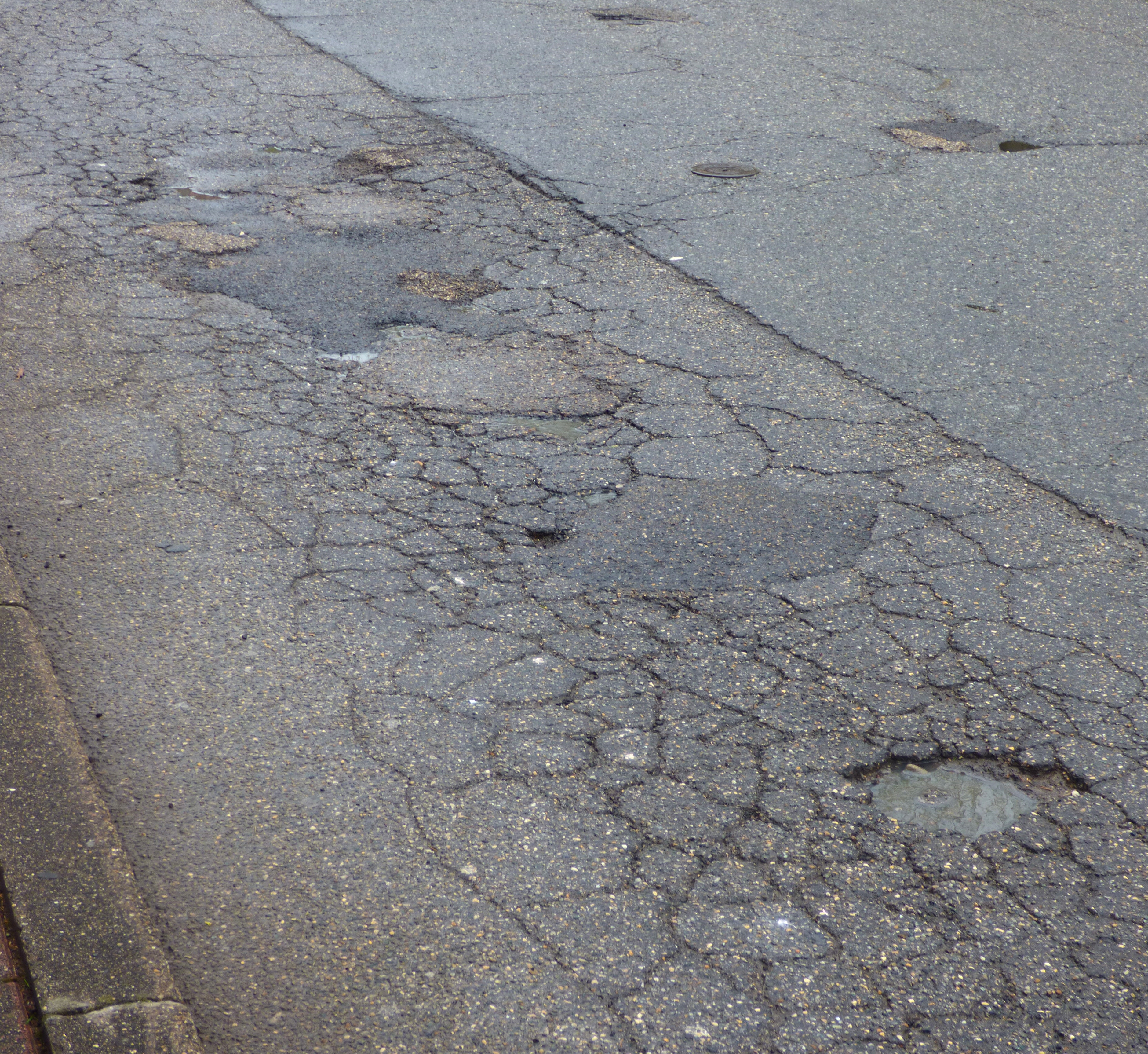
سد جزئي لأعشاش الدجاج بمزيج بارد في سافوا
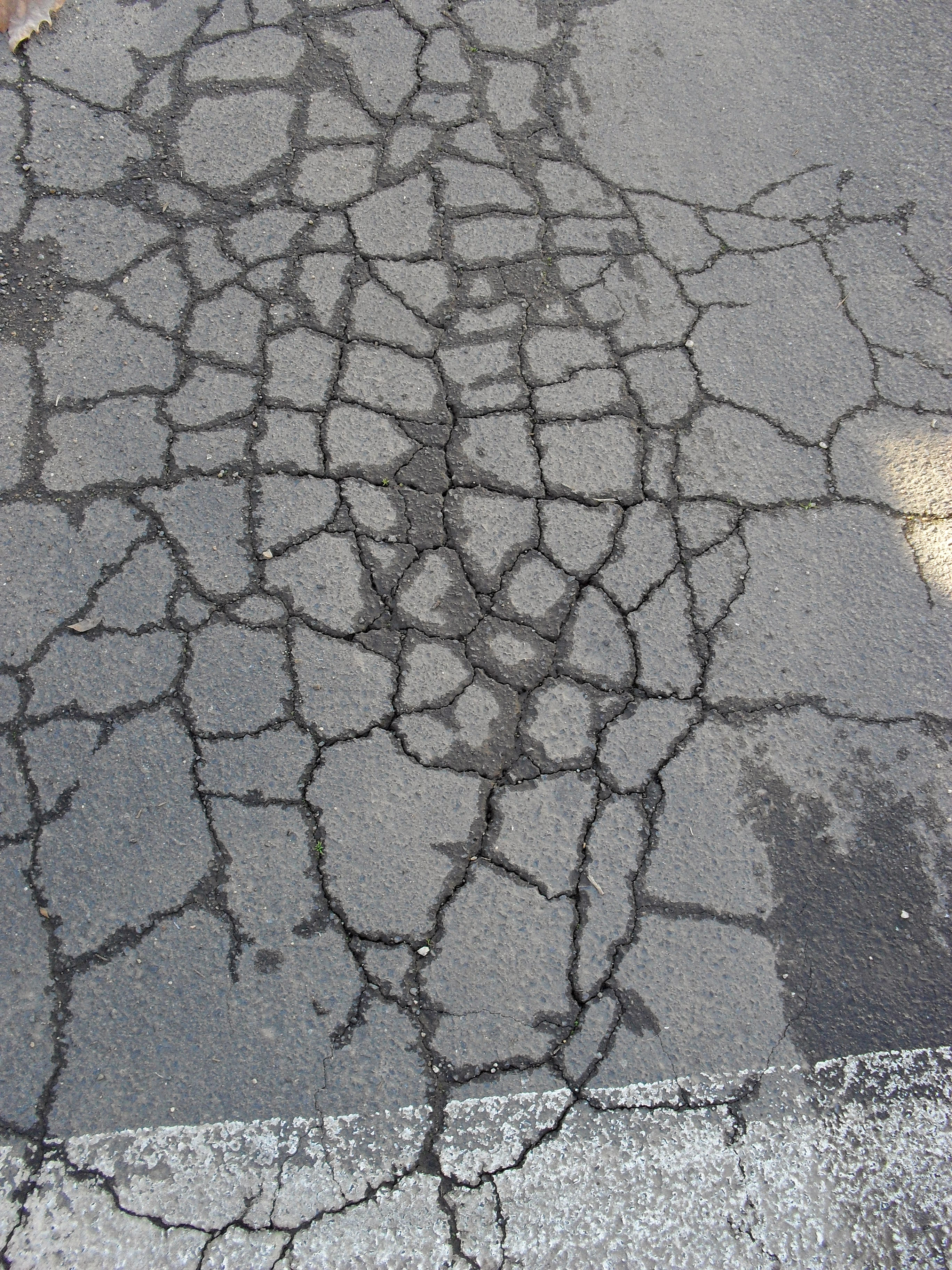
شقوق الكلل ظهور تسرب الرطوبة، علامة على ضعف بنية التربة أسفل الإسفلت المهترئ
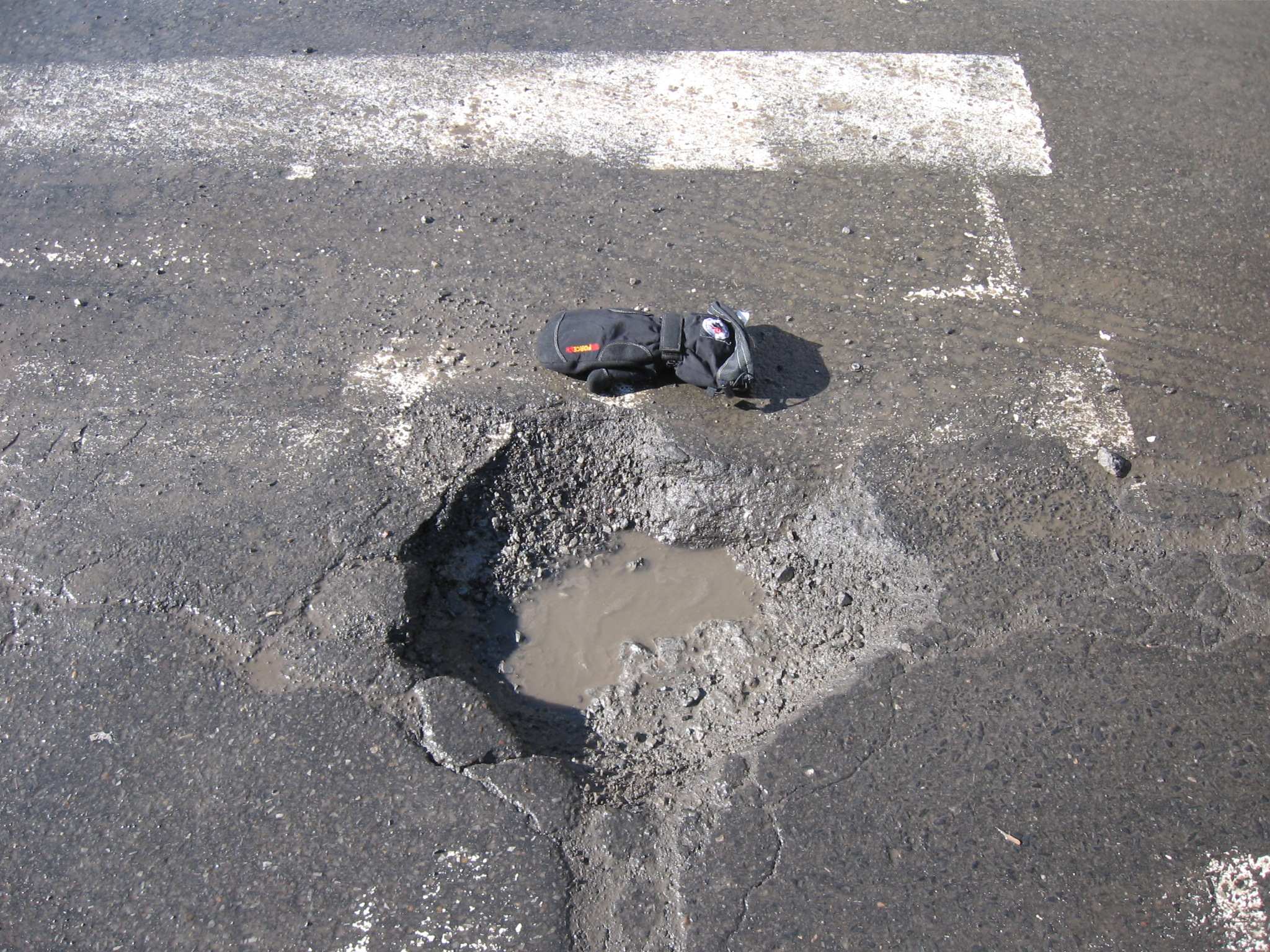
تفاصيل الحفرة، التي تبين وجود الماء في بنية التربة، على طريق في مونتريال، كيبيك
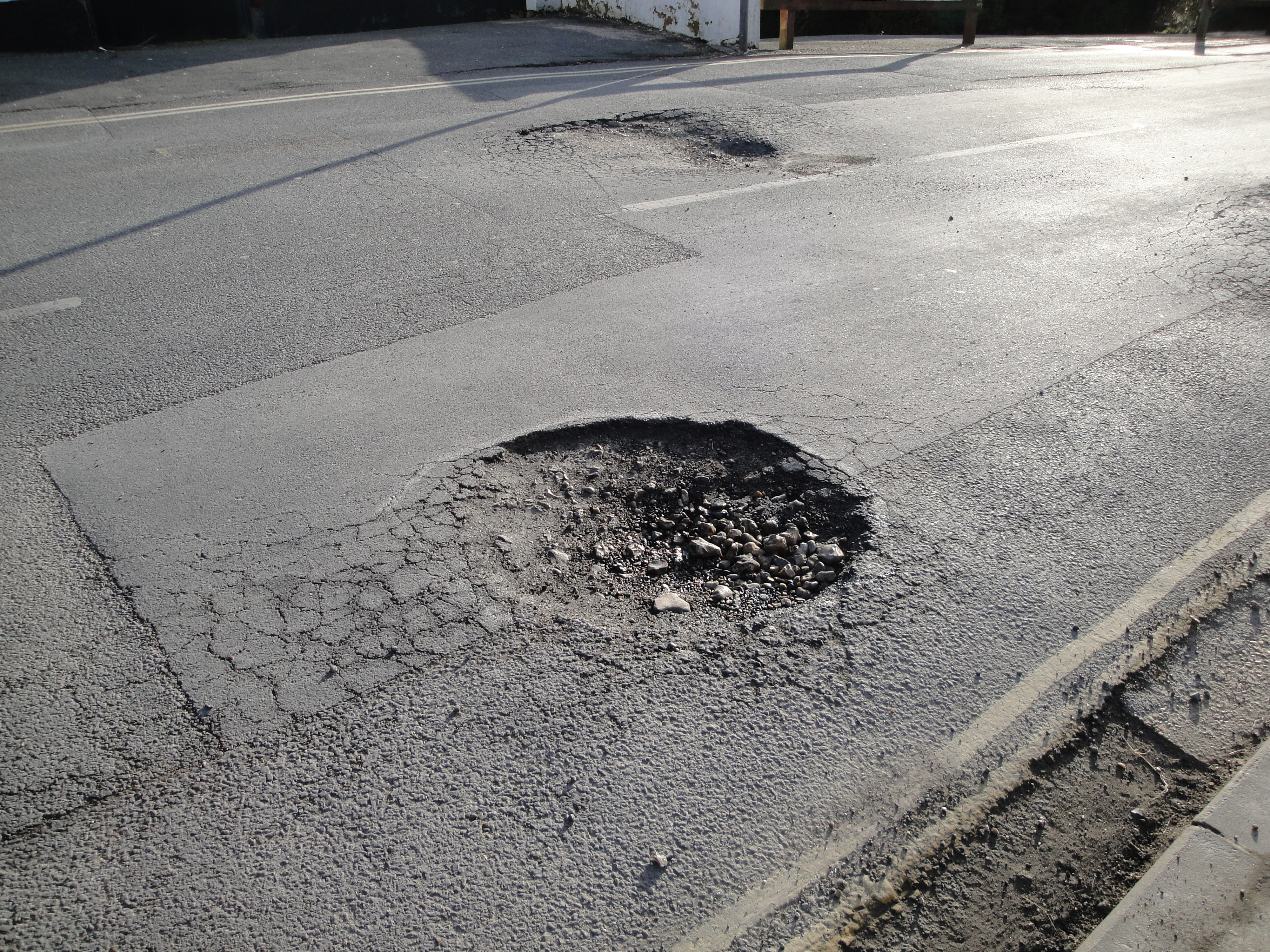
مثال على ظهور أعشاش الدجاج في طريق تم ترقيته حديثًا، يُظهر أيضًا الانتقال بين تشققات الكلل والحفر، مع تجفيف الماء، في طريق على جزيرة وايت
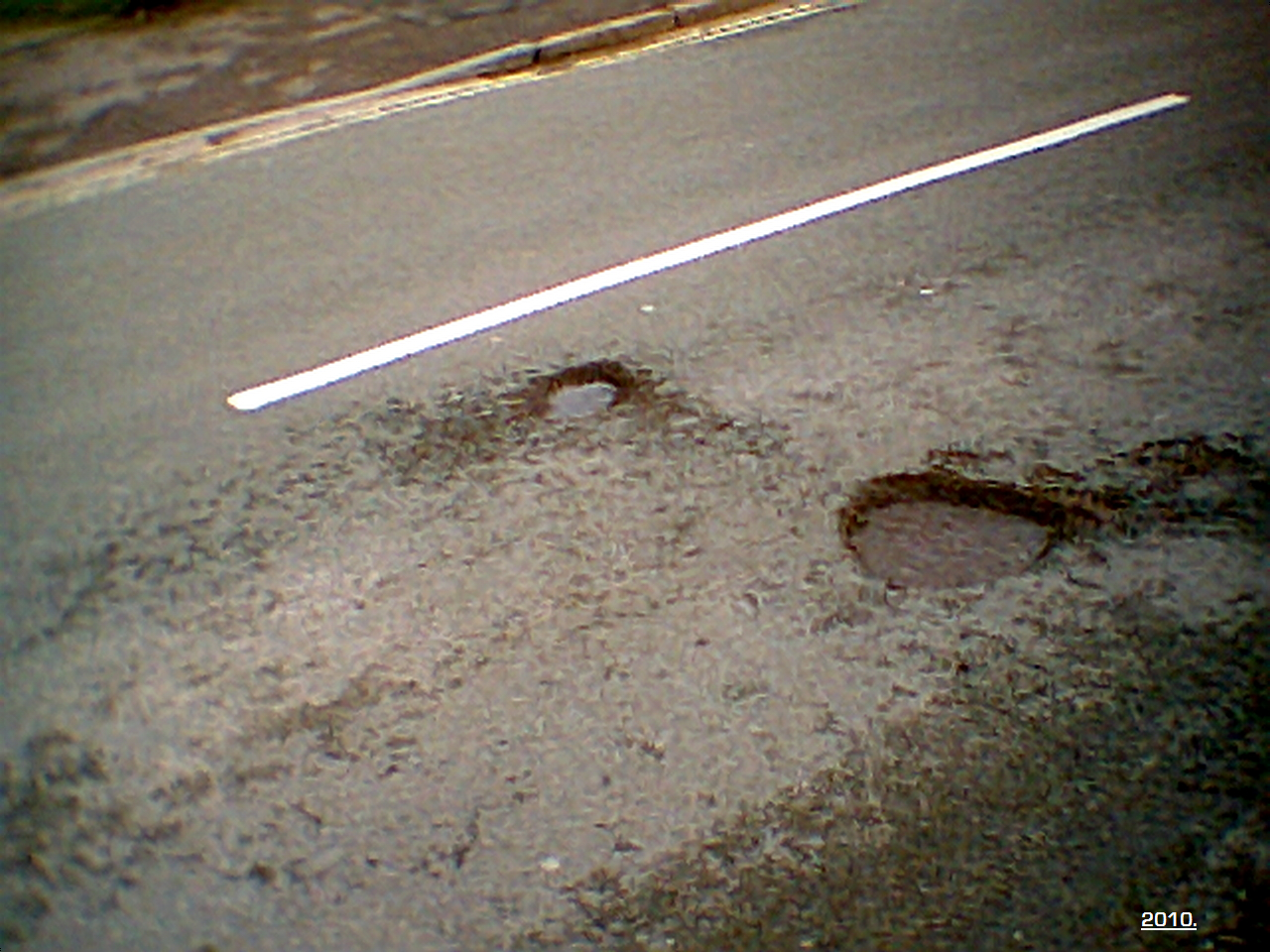
حفر صغيرة، والتي تبين حالات اهتراء معزولة في الرصيف وهيكله تحت السطحي، في طريق بانبوري، المملكة المتحدة
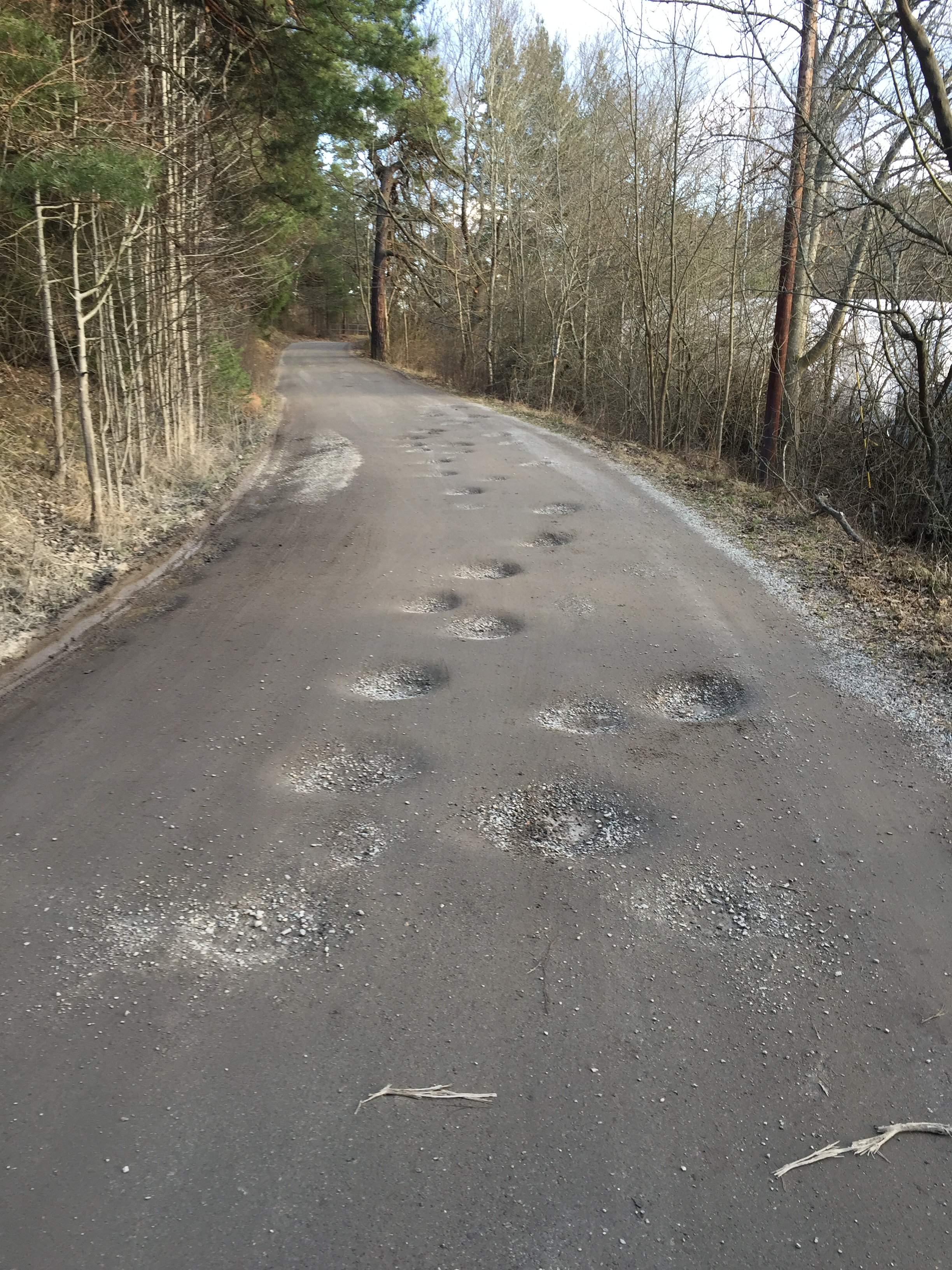
حفر (أعشاش الدجاج) على طريق غير معبدة في السويد

## الوقاية
يمكن اتخاذ الخطوات التالية لتجنب تشكل الحفر في الأرصفة: 
1. رصد الأرصفة والبحث عن عوامل الخطر
2. توفير هياكل صرف كافية
3. الصيانة الوقائية
4. إدارة القطع المثالي

### رصد وتقييم الأرصفة
غالبًا ما تكون أرصفة الطرق المحلية ذات معايير هيكلية منخفضة وعوامل أكثر تعقيدًا، مثل تواجد المرافق تحت الأرضية، عرضة للخطر أكثر من الطرق الرئيسية. رصد حالة الرصيف يمكن أن يساعد في اتخاذ إجراءات وقائية في الوقت المناسب. يتناول رصد وتقييم عيوب الرصيف نسبة الانخفاض في قوة تحمل طبقة الإسفلت وامكانية ولوج المياه في الرصيف، وفعالي صرف المياه من داخل وحول هيكل الرصيف.

### تصريف المياه
تعد هياكل الصرف الصحي، بما في ذلك خنادق الصرف الصحي وبالوعات الصرف ضرورية لصرف المياه من الأرصفة. تجنب عوامل الخطر الأخرى بالبناء المتقن الذي يشمل التصريف المحكم لمواد التُربية لطبقة الاساس وطبقة تحت الاساس حتى يمكن تجنب تاثير الصقيع وتشجع على تجفيف بنية التربة. يعزز الميل العرضي المناسب الصرف على الجانبين. يمنع التحكم الجيد في التشققات تغلغل المياه في بنية التربة الرصيف.

### الصيانة الوقائية
تضيف الصيانة الوقائية الحفاظ على السلامة الهيكلية للرصيف بسمك واستمرارية إلى مزيج منع تغلغل المياه وتعزيز هجرة المياه بعيدًا عن الطريق.

### إدارة القطع المثالي
يدافع إيتون وآخرون عن عملية السماح بالقطع المثالي مع المواصفات التي تجنب فقدان الاستمرارية الهيكلية للأرصفة والعيوب أو الأعطال التي تتيح اختراق المياه.

## الترميم
قد تكون طرق ترقيع الحفر إما مؤقتة أو شبه دائمة. يستعمل الترقيع المؤقت في الظروف الجوية غير المواتية لحل دائم وعادة ما يستخدم أسفلت ذات مزيج بارد المنجز بطريقة ملائمة لاستعادة سلاسة الرصيف مؤقتًا. تستخدم عمليات الترقيع شبه الدائمة باهتمام أكثر في إعادة بناء محيط المنطقة المهترئة بحيث تمتزج مع الرصيف المحيط بها وعادة ما تستخدم تعبئة إسفلتية ذات مزيج ساخن فوق مواد الأساس المستبدلة والمناسبة.
تقدم الإدارة الفيدرالية للطرق السريعة الأمريكية [الإنجليزية] (FHWA) نظرة عامة على أفضل الممارسات التي تشمل العديد من تقنيات الترميم، الرمي والتدحرج، شبه الدائم، الحقن بالرش، وختم الحافة. تقترح الإدارة الفيدرالية أن أفضل أساليب الترقيع، في أوقات أخرى غير الشتاء، هي إجراءات الحقن بالرش أو الرمي والتدحرج أوشبه الدائم أو ختم الحافة. في فصل الشتاء، قد تكون تقنية الرمي والتدحرج هي الخيار الوحيد المتاح. يقدم مجلس البحث العلمي والصناعي [الإنجليزية] جنوب إفريقيا طرقًا مماثلة لترميم الحفر.

### المواد
تتكون مواد الترقيع الأسفلتية من رابط وركام تندرج في فئتين كبيرتين، مزيج ساخن ومزيج بارد. يتم استخدام الخلطات الساخنة من قبل بعض الوكالات، ويتم إنتاجها في مصانع الإسفلت المحلية. يبين دليل الإدارة الفيدرالية للطرق السريعة الأمريكية ثلاثة أنواع من الخلطات الباردة، نوعان ينتجهما مصنع إسفلت محلي، إما باستخدام الركام والرابط المتاحين أو وفقًا للمواصفات التي وضعتها الوكالة المستخدمة للخليط. النوع الثالث هو مزيج بارد خاص، يتم تصنيعه وفقًا لمعايير معلن عنها(معيارية).

### ترميم بالرمي والتدحرج
ينوه دليل الإدارة الفيدرالية للطرق السريعة الأمريكية  بأن طريقة الرمي والتدحرج هي الطريقة الأساسية، والأفضل استخدامها كترميم مؤقت في الظروف التي يكون فيها من الصعب التحكم في موضع المواد، مثل فصل الشتاء. تتكون طريقة الرمي والتدحرج من الخطوات التالية:
1. وضع مادة الترميم الساخنة أو الباردة في حفرة
2. ضغط الترميم بمركبة، مثل الشاحنة
3. إنجاز تاج فوق الترميم المضغوط بين 3 و 6 مم

تُستخدم هذه الطريقة على نطاق واسع نظرًا لبساطتها وسرعتها، خاصةً كوسيلة ناجعة عندما تكون الظروف غير مواتية بتواجد الماء أو الحرارة لوضع المواد. يمكن استخدامه أيضًا في بعض الأحيان عندما تكون الحفرة جافة ونظيفة ويعطي نتائج أكثر ديمومة. أشار إيتون وآخرون، إلى أن معدل الفشل [الإنجليزية] في الترميمات الناجعة مرتفع ويمكن أن يكلف ما يصل إلى خمسة أضعاف تكلفة الترميمات التي تتم بشكل صحيح. إنهم يدافعون عن هذا النوع من الترميم فقط عندما تمنع الظروف الجوية التقنيات المناسبة.
قام باحثون من جامعة مينيسوتا دولوث باختبار خلط الإسفلت مع خام الحديد المحتوي على المغنتيت والذي يتم تسخينه بعد ذلك باستخدام الرنين المغنطيسي الحديدي [الإنجليزية] (باستخدام الموجات الميكروية على تردد محدد) لتسخين الأسفلت المختلط. يستخدم الخليط مركبًا يتراوح بين 1٪ و 2٪ من المغنتيت. اكتشفت المجموعة أن المواد يمكن تسخينها للترميم الموضعي إلى 100 °م (212 °ف) في حوالي عشر دقائق، جعل ذلك تطبيق الترميم أكثر فاعلية وأُخرجت الرطوبة مما أدى إلى تحسين الالتصاق.

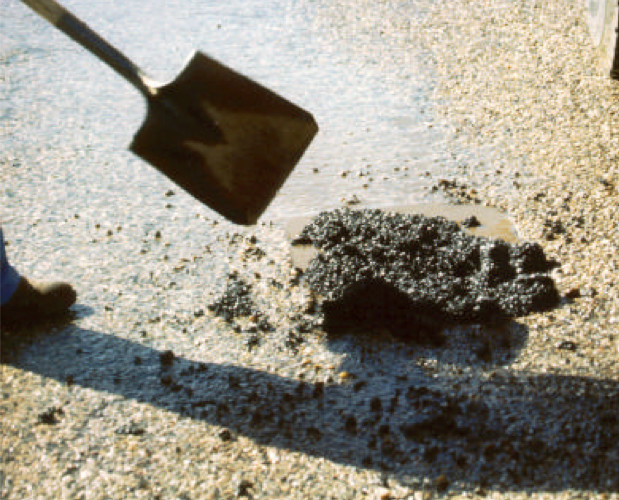
إجراء ترميم الحفر :وضع المواد - الرمي-
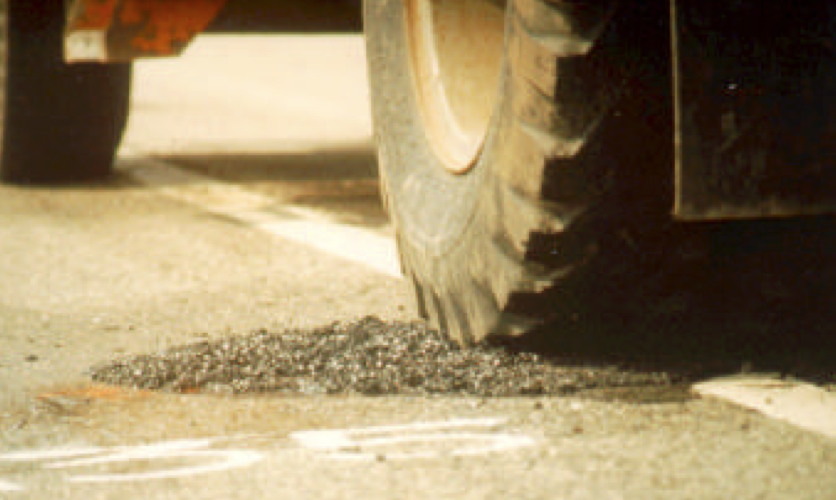
إجراء ترميم الحفر: ضغط الترميم -التدحرج-

### ترميم شبه دائم
ينوه دليل الإدارة الفيدرالية للطرق السريعة الأمريكية  إلى طريقة الترميم شبه الدائم باعتبارها واحدة من أفضل طرق لترميم الحفر، وهي أقرب إلى استبدال الطريق بالكامل. تتكون الطريقة من الخطوات التالية:
1. إزالة الماء والحطام من الحفرة.
2. إجراء عمليات قطع نظيفة على جانبي منطقة الترميم المرتقبة واللتأكد من أن الجوانب رأسية من عمق الرصيف (إيتون وآخرون،  يوصون بطبقة لاصقة من البيتومين في التجويف المفتوح، قبل وضع مادة الترميم. )
3. وضع خليط الترميم الساخن أو البارد.
4. ضغط الترميم بجهاز أصغر من منطقة الترميم، مثل محدلة اهتزازية أو لوحة اهتزازية.
على الرغم من أن إجراء الترميم هذا يوفر نتائج دائمة، إلا أنه يتطلب مزيدًا من العمل واستخداما أكثر كثافة للمعدات مقارنة بعملية الرمي والتدحرج أو طريقة حقن بالرش.

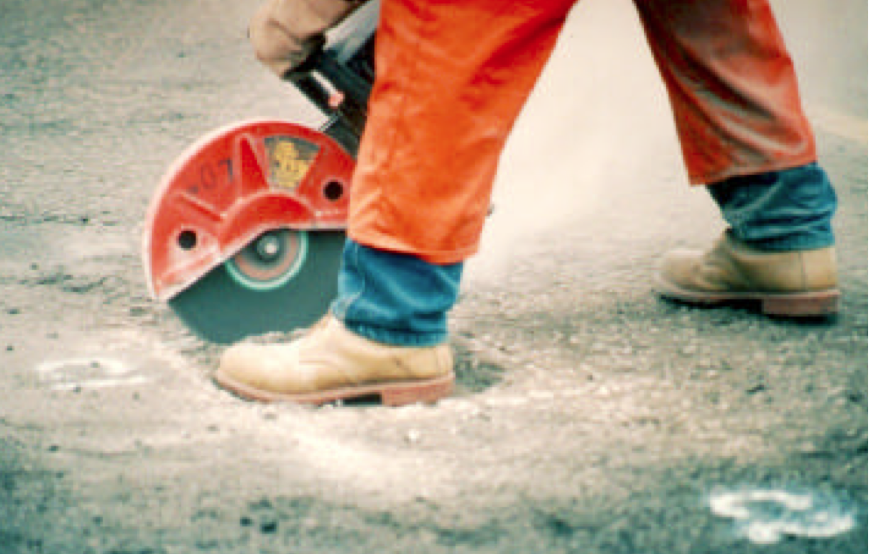
إجراء ترميم الحفر شبه الدائم — استقامة الحواف باستخدام منشار الرصيف المحمول يدويًا
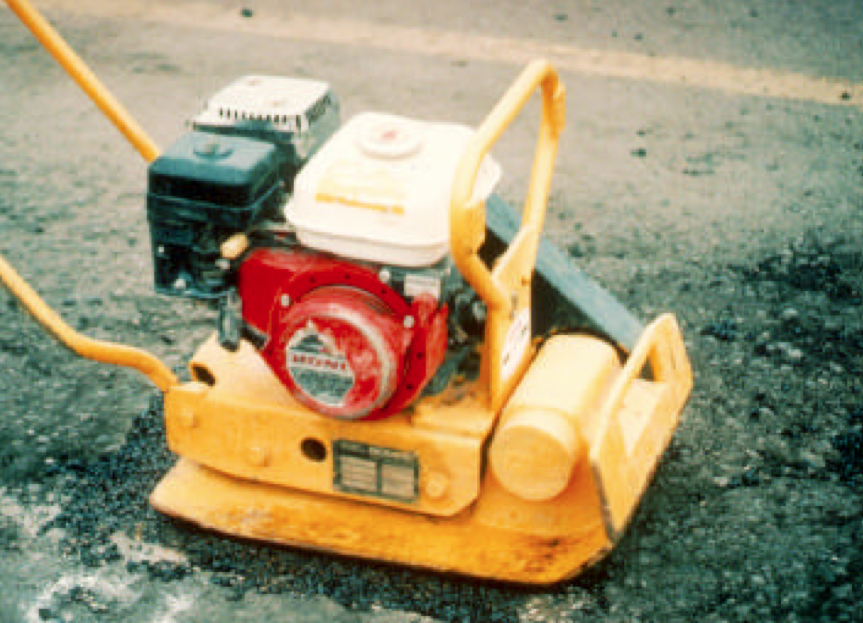
إجراء ترميم الحفر شبه الدائم — الضغط باستخدام ضاغط الألواح الاهتزازية
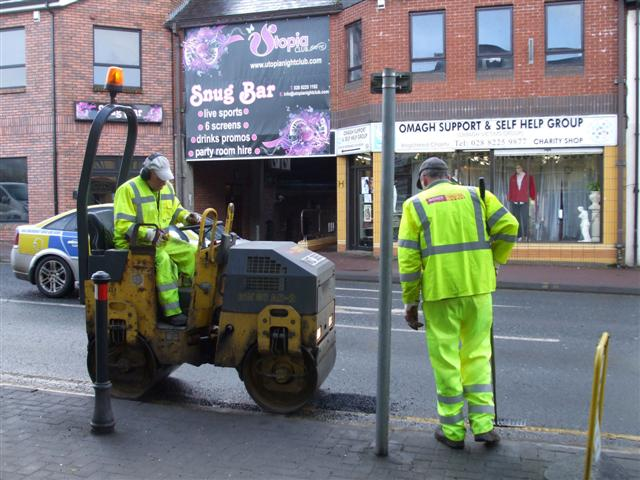
إجراء ترميم الحفر شبه الدائم - ضاغطة اهتزازية صغيرة لإجراء ترميمات أكبر

### ترميم بالحقن بالرش
ينوه دليل الإدارة الفيدرالية للطرق السريعة الأمريكية  بإجراء الحقن بالرش كبديل فعال للترميم شبه الدائم. يتطلب معدات متخصصة، تتكون الطريقة من الخطوات التالية:
1. إزالة الماء والحطام من الحفرة.
2. رش طبقة من الموثق على الجانبين وأسفل الحفرة.
3. تسخين الإسفلت والركام في الحفرة.
4. تغطية المنطقة المرممة بطبقة من الركام.

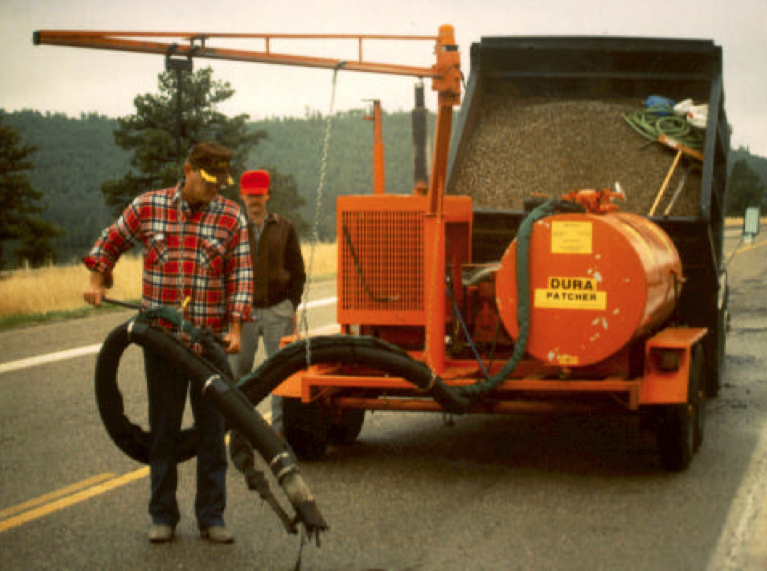
جهاز الحقن بالرش لترميم الحفر - وحدة الشاحنات والمقطورات في الولايات المتحدة
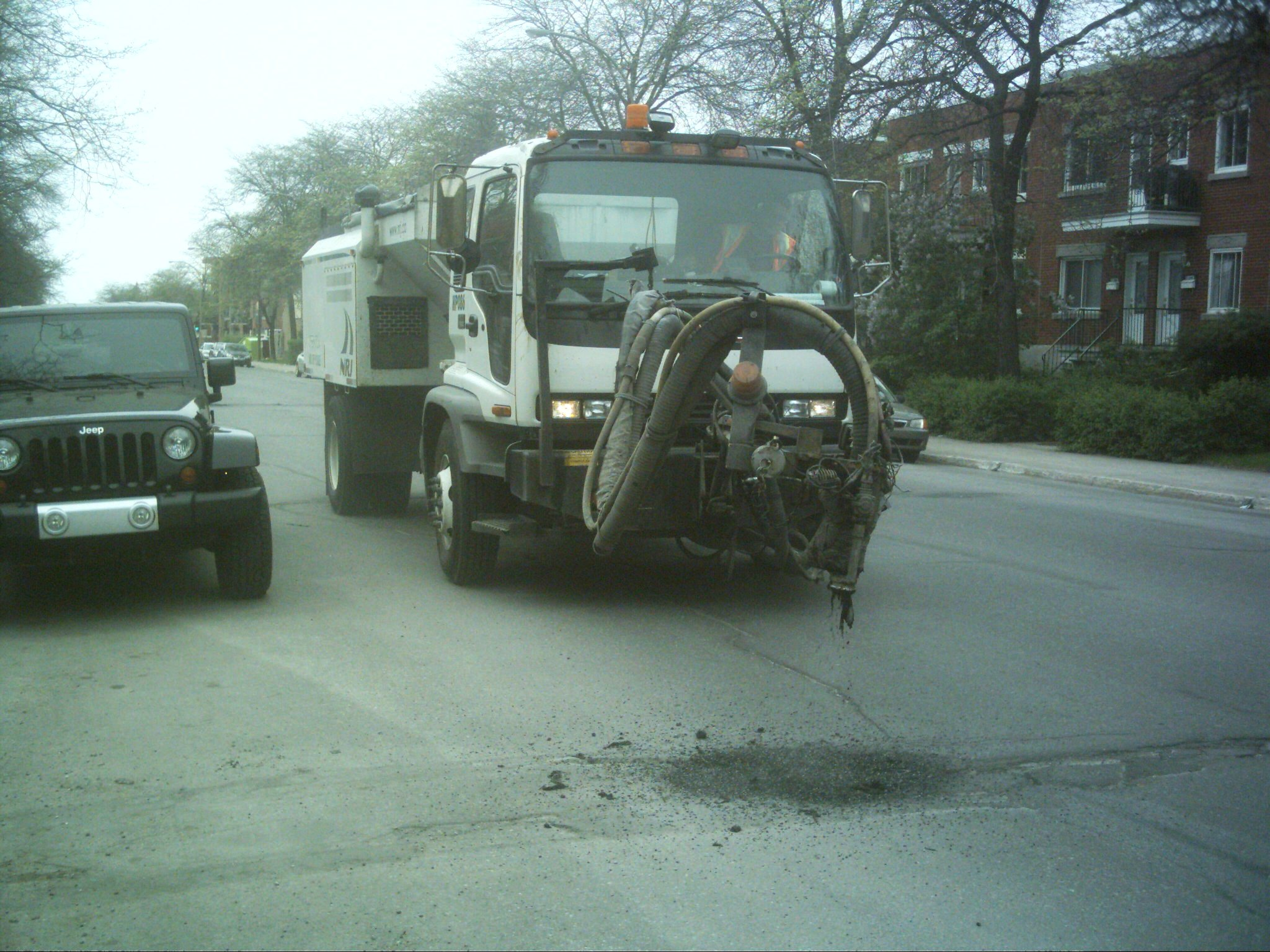
جهاز الحقن بالرش لترميم الحفر - وحدة ترميم متعددة الوظائف في مونتريال ، والتي تسمح للمشغل بالعمل براحة وأمان من الكابينة
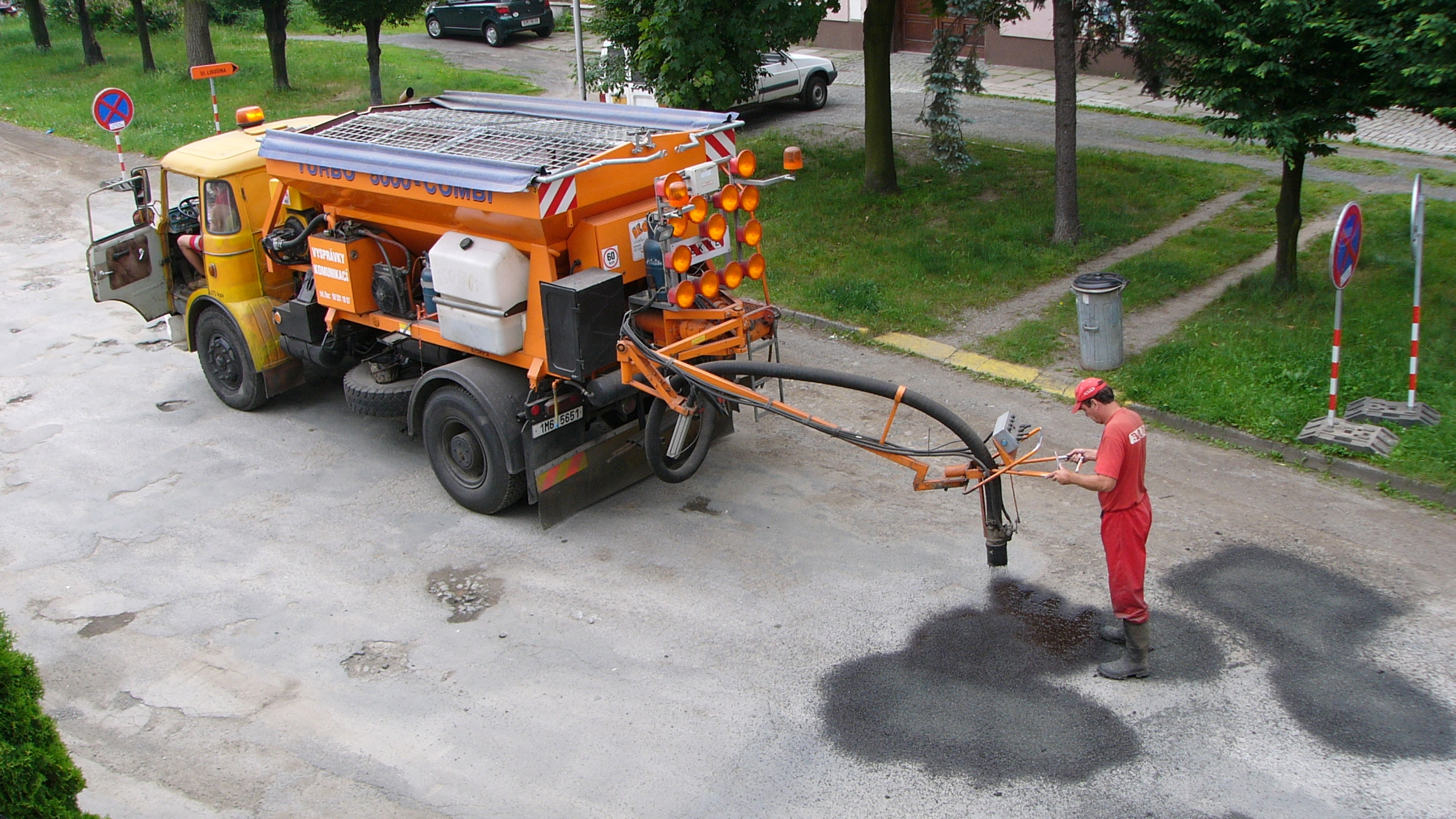
جهاز الحقن بالرش لترميم الحفر - وحدة ترميم متعددة الوظائف في جمهورية التشيك

### طريقة بختم الحافة
يشير دليل الإدارة الفيدرالية للطرق السريعة الأمريكية  إلى طريقة ختم الحافة كبديل للتقنيات المذكورة أعلاه. تتكون الطريقة من الخطوات التالية:
1. باتباع خطوات «الرمي والتدحرج».
2. بعد أن يجف القسم الذي تم ترميمه، يوضع شريط من مادة الموثق الإسفلتية أعلى حافة الترميم، متداخلًا مع الرصيف والترميم.
3. وضع الرمل على مادة الموثق لمنع الالتصاق بإطارات السيارات.
في هذا الإجراء، قد يتطلب الانتظار حتى يجف أي ماء وقد يحتاج لزيارة ثانية لوضع الموثق الإسفلتي. تمنع مادة الموثق المياه من الوصول إلى حافة الرقعة وتساعد على ربط الرقعة بالرصيف المحيط بها.

### فعالية طرق الترميم
استنتجت دراسة برعاية الإدارة الفيدرالية للطرق السريعة الأمريكية أن «تقنية الرمي والتدحرج أثبتت فعاليتها مثلها مثل الإجراء شبه الدائم عندما تمت مقارنتهما مباشرة بالإجرائين، باستخدام مواد مماثلة»". كما وجدت أن إجراء الرمي والتدحرج أكثر فعالية من حيث التكلفة، على العموم، عند استخدام مواد ذات جودة. ووجدت أيضًا أن عمليات الترميم بالحقن والرش كانت فعالة عند مراقبة جميع الرقع المرممة، لكن جودتها اعتمدت على خبرة مشغل المعدات.

## تكاليف
قدرت رابطة السيارات الأمريكية [الإنجليزية] في السنوات الخمس السابقة لعام 2016 أن 16 مليون سائق في الولايات المتحدة عانوا من أضرار لحقت بسيارتهم المتمثلة في انْثَقَابَ الإطارات وتقوس العجلات وتلف التعليق بتكلفة 3 مليارات دولار في السنة. في الهند، يُقتل 3000 شخص سنويًا في حوادث الحفر. قدرت بريطانيا أن تكلفة ترميم جميع الطرق التي لديها حفر في البلاد ستكلف 12 مليار جنيه إسترليني.

## التبليغ
تمنح بعض الدوائر الادارية مواقع الويب أو تطبيقات الأجهزة المحمولة للتبليغ عن الحفر. تتيح هذه التقارير للمواطنين الإبلاغ عن الحفر وغيرها من مخاطر الطريق، يشمل اختياريا صورة وإحداثيات بالنظام تحديد المواقع العالمي .  تشير التقديرات إلى أن هناك 55 مليون حفرة في الولايات المتحدة. يقال إن عاصمة الحفر المعلنة ذاتيا، إدمونتون، ألبرتا، كندا تنفق 4.8 مليون دولار على 450 ألف ثقب سنويًا، اعتبارًا من عام 2015.
في المملكة المتحدة، تم الإبلاغ عن أكثر من نصف مليون حفرة في عام 2017، بزيادة قدرها 44 ٪ عن رقم 2015. هناك عمليات معمول بها للإبلاغ عن الحفر على مستويات مختلفة من الدائرة الادارية تختلف عملية المطالبة بالتعويض حسب الولاية.
في كل عام تفقد الهند ما يقرب من 1100 شخص بسبب الحوادث الناتجة عن الحفر. أدى هذا الوضع إلى خلق حركية عند المواطنين للمطالبة بمعالجة المشكلة.

## فن وحفر
استخدم فنانان، جيم باخور [الإنجليزية] من شيكاغو وبادال نانجونداسوامي [الإنجليزية] من بانغالور، الهند، العمل الفني كتعليق على الحفر من خلال وضع فسيفساء (التي تصور الآيس كريم في مظاهر مختلفة)  أو النحت (في شكل تمساح) في الحفر. في أماكن أخرى، استخدم النشطاء في روسيا الرسوم الكاريكاتورية للمسؤولين المحليين مع أفواههم كحفر، لإظهار غضبهم إزاء الحالة السيئة للطرق. وفي مانشستر، إنجلترا، رسم فنان الجدرايات صوراً لأقواس حول الحفر، مما أدى في كثير من الأحيان إلى ترميمها في غضون 48 ساعة.

## خارجية
- الدليل التطبيقي لإدارة الطرق السريعة الفيدرالي لترميم أعشاش الدجاج.
- دراسة وتيرة أحداث الأرصاد الجوية السالفة في أعشاش الدجاج : هل كيبيك حالة خاصة؟ Tremblay, Miguel (11 Jan 2007). "L'effet du climat sur les routes du Québec" [تأثير المناخ على الطرق]. ptaff.ca (بالفرنسية). Archived from the original on 2019-05-15. Retrieved 2019-08-25.